# Fish Cays
Fish Cays est une des îles Caïcos dans le territoire des îles Turks-et-Caïcos.